# Mikola Mikolajovics Olescsuk
Mikola Mikolajovics Olescsuk (cirill betűkkel: Микола Миколайович Олещук; Luck, 1972. május 25.) ukrán katonatiszt, 2021. szeptember 9. és 2024. augusztus 30. között az Ukrán Légierő parancsnoka. 2021-től altábornagy.

## Életrajza
1994-ben végzett a zsitomiri légvédelmi rádióelektronikai főiskolán (napjainkban Szerhij Koroljov Katonai Főiskola). 1994-tól Kamjanka-Buzkában az Ukrán Fegyveres Erők 540. légvédelmi rakétaezredének egyik SZ–300-as légvédelmirakéta-rendszerrel felszerelt ütegénél szolgált, ahol egyre magasabb beosztásokat látott el. 1998–2002 között vezette az egyik rakétaosztálya rádiótechnikai ütegét, majd a rakétaosztály fegyverzeti parancsnokhelyettese, később egy rakétaosztály parancsnoka volt. Ezt követően elvégezte a Harkivi katonai Egyetemet, majd 2002-től az Odesszában települt 160. légvédelmi rakétadandár fegyverzeti parancsnok-helyettesévé nevezték ki. 2006-tól 2009-ig a 160. légvédelmi rakétadandár parancsnoka volt. 2010 és 2012 között az Ukrán Légierő Déli Légi Parancsnoksága vezérkari főnökének helyettese volt Odesszában, majd 2012-től 2016-ig az Ukrán Légierő vezérkarifőnök-helyettese volt Vinnicjában. 2016-ban kinevezték a Dnyipróban található Keleti Légi Parancsnokság Dnyipróban első parancsnok-helyettesévé, ezt a beosztását 2021-ig töltötte be. 2021 júliusa és augusztusa között a Keleti Légi Parancsnokság vezérkari főnöke, és egyúttal parancsnok-helyettes volt.
2021. augusztus 9-én kinevezték az Ukrán Légierő parancsnokává. 2021. október 14-én altábornaggyá léptették elő. Többször vett részt bevetéseken a kelet-ukrajnai katonai műveletekben. A 2022 februárjában kezdődött orosz invázió során jelentős szerepe volt  az ukrajnai légvédelmének megerősítésében, aminek nyomán az orosz légierő nem tudott légi fölényt kivívni Ukrajna fölött.
2024. augusztus 30-án, egy nappal azután, hogy lezuhant az Ukrán Légierő egyik F–16-os repülőgépe, Volodimir Zelenszkij elnök felmentette az Ukrán Légierő parancsnoki posztjáról. Helyét megbízott parancsnokként a légierő addigi parancsnokhelyettese, Anatolij Krivonozsko vette át.

## Rendfokozatai
- vezérőrnagy (2019. május 3.)[5]
- altábornagy (2021. október 14.)

## Kitüntetések
- Ukrajna Hőse az Aranycsillag renddel (2022. október 14.)[6]
- Bohdan Hmelnickij érdemrend 3. fokozata (2022. április 26.)[7]

## Magánélete
Nős, egy fia és egy lénya van.